# Raorchestes hassanensis
Raorchestes hassanensis es una especie de anfibio anuro de la familia Rhacophoridae.

## Distribución geográfica
Esta especie es endémica de Karnataka en la India. Se encuentra en los distritos de Hassan y Chikkaballapur en Ghats occidentales.

## Descripción
El holotipo del macho mide 37 mm y el neotipo del macho mide 29 mm.

## Etimología
El nombre de la especie, compuesto de hassan y del sufijo latino -ensis que significa "que vive, que habita", se le dio en referencia al lugar de su descubrimiento, el distrito de Hassan.

## Publicaciones originales
- Dutta, 1985: Replacement names for two Indian species of Philautus (Anura: Rhacophoridae). Journal of the Bombay Natural History Society, vol. 82, p. 219–220.[2]
- Rao, 1937: On some new forms of Batrachia from south India. Proceedings of the Indian Academy of Sciences, sér. B, vol. 6, p. 387-427.